# Graham Land
66°00′S 63°30′V / 66.000°S 63.500°V
Graham Land er den nordlige del af den Antarktiske halvø, der ligger nord for en linje mellem  Cape Jeremy og Cape Agassiz. Denne beskrivelse følger aftalen fra 1964 mellem de britiske og amerikanske komitéer til fastlæggelse af navne på Antarktis. Det var ved samme aftale, at navnet den Antarktiske halvø ("Antarctic Peninsula") blev vedtaget for navnet på Antarktis' store halvø, ligesom navnene Graham Land og Palmer Land blev tildelt den nordlige og sydlige del af halvøen. 
Graham Land er den del af Antarktis, der ligger tættest på Sydamerika. Området indgår i kravområdene til Argentinsk Antarktis, Britisk Antarktis og Chilensk Antarktis. En række lande har helårs forskningsstationer her. 
Graham Land er navngivet efter polarforskeren/eventyreren James R. G. Graham, der deltog i John Biscoes ekspedition til den vestlige del af Graham Land i 1832. Indtil opdagelser udført af British Graham Land Expedition (1934-37) var Graham Land generelt anset for at være en øgruppe.

## Andre navne
Argentina kalder området Tierra de San Martín (Sankt Martins Land) og kalder den nordlige del af halvøen (Trinity halvøen) Península Trinidad eller Tierra de la Trinidad. Chile kalder hele den Antarktiske halvø Tierra de O'Higgins (O'Higgins Land).

## Eksterne links
- Wikimedia Commons har flere filer relateret til Graham Land